# Rootsiküla, Ösel
Rootsiküla, tyska: Rotziküll, är en by på Ösel i västra Estland. Den ligger i Ösels kommun och landskapet Saaremaa (Ösel), 200 km sydväst om huvudstaden Tallinn och 30 km väst om residensstaden Kuressaare. Rootsiküla hade 32 invånare år 2011. Rootsiküla tillhörde Kihelkonna kommun 1992-2017. 
Ortnamnet Rootsiküla betyder Svenskbyn på estniska och i äldre tid beboddes trakten av estlandssvenskar. 
Rootsiküla ligger på Ösels västkust mot Östersjön. Strax öster om byn ligger småköpingen (estniska: alevik) Kihelkonna (äldre svenska och tyska Kielkond). Till Rootsiküla hör halvön Papissaare poolsaar (äldre Papenholm) som ligger i viken Kihelkonna laht. På halvön ligger hamnen, Papissaare sadam, varifrån färjorna till ön Vilsandi (äldre Filsand) utgår. Såväl Vilsandi som Papissaare ingår i Vilsandi nationalpark.